# Koki (Saaremaa)
Koordinaten: 58° 14′ N, 22° 5′ O
Koki ist ein Dorf (estnisch küla) auf der größten estnischen Insel Saaremaa. Es gehört zur Landgemeinde Saaremaa (bis 2017: Landgemeinde Lääne-Saare) im Kreis Saare.
Das Dorf hat 36 Einwohner (Stand 1. Januar 2016).